# Éclipse solaire du 23 octobre 2014
Une éclipse solaire partielle a eu lieu le 23 octobre 2014. Il s'agit de la 9e éclipse partielle du XXIe siècle.
Elle eut lieu il y a 10 ans, 4 mois et 7 jours.

## Zone de visibilité

Carte animée de l'éclipse du 23 octobre 2014.

Cette éclipse concerna la majorité du continent Nord-américain ; ainsi que la pointe Est de la Sibérie.